# Say You, Say Me
Say You, Say Me是美国歌手兼词曲作家莱昂纳尔·里奇创作的一首歌曲，該歌曲也是電影《飞越苏联》中的主題曲。 这首歌曲于1985年12月登上告示牌百大單曲榜 和Hot R&B/Hip-Hop Songs排行榜的榜首。  这首歌的音樂錄影帶由泰勒·哈克佛执导，而且該音樂錄影帶中有電影《飞越苏联》的視頻片段。在美国，单曲《Say You, Say Me》售出一百万张。 該歌曲還奪得第58届奥斯卡金像奖奥斯卡最佳原创歌曲奖以及金球獎最佳原創歌曲。